# Application ILIAD
ILIAD est le nom donné au projet basé sur le système de base de données Oracle avec le générateur d'applications Forms pour le développement d'une application back office utilisée par la Direction générale des Finances publiques française.
L'acronyme ILIAD signifie informatisation de l'inspection d'assiette et de documentation.